# Uładzimir Nawasiad
Uładzimir Uładzimirawicz Nawasiad (biał. Уладзімір Уладзіміравіч Навасяд, ros. Владимир Владимирович Новосяд, Władimir Władimirowicz Nowosiad; ur. 12 kwietnia 1968 w Kijowie) – białoruski prawnik i polityk opozycyjny; do 2000 roku członek opozycyjnej Zjednoczonej Partii Obywatelskiej, deputowany do Rady Najwyższej Republiki Białorusi XIII kadencji; jeden z deputowanych, którzy podpisali wniosek o usunięcie ze stanowiska prezydenta Alaksandra Łukaszenki, jednak potem pod wpływem nacisków wycofał swój podpis; w latach 2000–2004 deputowany do Izby Reprezentantów Republiki Białorusi II kadencji.

## Życiorys

### Młodość i praca
Urodził się 12 kwietnia 1968 roku w Kijowie, w Ukraińskiej SRR, ZSRR. W 1993 roku ukończył z wyróżnieniem studia w Mohylewskim Państwowym Instytucie Pedagogicznym im. Arkadzia Kulaszoua, uzyskując wykształcenie nauczyciela historii, nauk społeczno-politycznych i prawa. Od 1996 roku studiował, a następnie ukończył Wydział Managementu i Prawoznawstwa Akademii Zarządzania przy Prezydencie Republiki Białorusi, uzyskując wykształcenie prawnika. Jednocześnie od 1993 roku studiował w aspiranturze na Białoruskim Uniwersytecie Państwowym, nie ma jednak informacji, by ją ukończył. Służył w szeregach Armii Radzieckiej. W latach 1993–1995 pracował jako kierownik Wydziału ds. Młodzieży Mohylewskiego Obwodowego Komitetu Wykonawczego. W latach 1995–1996 był dyrektorem Mohylewskiego Rejonowego Centrum Dydaktyczno-Metodycznego. Pracował także jako konsultant prawny gazety „Mołodieżnyj Prospiekt” w Mińsku. W latach 1990–1996 (według innego źródła: 1991–1996) był deputowanym do Mohylewskiej Miejskiej Rady Deputowanych.

### Działalność w Radzie Najwyższej
W drugiej turze uzupełniających wyborów parlamentarnych 10 grudnia 1995 roku został wybrany na deputowanego do Rady Najwyższej Republiki Białorusi XIII kadencji z mohylewskiego-kujbyszewskiego okręgu wyborczego nr 150. 19 grudnia 1995 roku został zarejestrowany przez centralną komisję wyborczą, a 9 stycznia 1996 roku zaprzysiężony na deputowanego. Od 23 stycznia pełnił w Radzie Najwyższej funkcję członka, a potem zastępcy przewodniczącego Stałej Komisji ds. Budownictwa Państwowego i Samorządu Lokalnego. Był najmłodszym członkiem parlamentu tej kadencji. Należał do opozycyjnej wobec prezydenta Alaksandra Łukaszenki frakcji „Działanie Obywatelskie”. Od 3 czerwca był członkiem grupy roboczej Rady Najwyższej ds. współpracy z parlamentem Ukrainy. W czasie kryzysu konstytucyjnego w 1996 roku był jednym z deputowanych, którzy podpisali wniosek do Sądu Konstytucyjnego o impeachment prezydenta Łukaszenki, jednak w listopadzie wycofał swój podpis (zdaniem autorów książki Kto jest kim w Białorusi – pod wpływem nacisków ze strony sił lojalnych prezydentowi). 27 listopada 1996 roku, po dokonanej przez prezydenta kontrowersyjnej i częściowo nieuznanej międzynarodowo zmianie konstytucji, nie wszedł w skład utworzonej przez niego Izby Reprezentantów Zgromadzenia Narodowego Republiki Białorusi I kadencji. Zgodnie z Konstytucją Białorusi z 1994 roku jego mandat deputowanego do Rady Najwyższej zakończył się 9 stycznia 2001 roku; kolejne wybory do tego organu jednak nigdy się nie odbyły.
W wyborach parlamentarnych w 1995 roku kandydował z ramienia Partii Ogólnobiałoruskiej Jedności i Zgody, jednak już w tym samym roku wchodził w skład opozycyjnej Zjednoczonej Partii Obywatelskiej (ZPO). W latach 1995–1997 pełnił funkcję przewodniczącego ZPO w Mohylewie, a następnie, do 2000 roku, był członkiem jej Rady Politycznej. Był także prezesem młodzieżowego zjednoczenia społecznego Forum Obywatelskie, które do 2000 roku miało status organizacji młodzieżowej ZPO.

### Działalność w Izbie Reprezentantów i później
W 2000 roku, po tym jak ZPO ogłosiła bojkot wyborów parlamentarnych, Uładzimir Nawasiad opuścił partię. Wysunął swoją kandydaturę i 21 listopada 2000 roku został deputowanym do utworzonej przez prezydenta Izby Reprezentantów Republiki Białorusi II kadencji z Kupałowskiego Okręgu Wyborczego Nr 95. Stał się tym samym jedną z dwóch osób, obok Wolhi Abramawej, które zostały wybrane do Izby, a które wcześniej należały do opozycji w Radzie Najwyższej XIII kadencji. Z powodu udziału w wyborach zwolennicy bojkotu uznali go za „pseudodemokratę”. Pełnił funkcję członka Stałej Komisji ds. Budownictwa Państwowego, Samorządu Lokalnego i Przepisów. W marcu 2001 roku pomagał Mikałajowi Statkiewiczowi w czasie powtórnego głosowania w wyborach do Izby Reprezentantów. Był jednym z założycieli Europejskiej Koalicji „Wolna Białoruś”. W 2003 roku, po pierwszej turze wyborów do rad miejscowych, wraz z Uładzimirem Parfianowiczem i Waleryjem Frałouem wywalczył ponowne przeliczenie głosów w jednym z okręgów w Mińsku. W latach 2003–2005 trzykrotnie próbował zarejestrować własną partię pod różnymi nazwami (m.in. „Białoruska Partia Demokratyczna”), jednak otrzymywał odpowiedzi odmowne władz. W 2004 roku usiłować kandydować do Izby Reprezentantów III kadencji, jednak nie został zarejestrowany jako kandydat. W 2005 roku razem z działaczami Forum Obywatelskiego dołączył do zespołu wspierającego Alaksandra Milinkiewicza.

## Życie prywatne
Uładzimir Nawasiad jest żonaty, ma córkę. Jest prawosławny.